# Восточная Передняя Померания (район)
Восточная Передняя Померания (нем. Ostvorpommern) — бывший район в Германии, в составе земли Мекленбург-Передняя Померания. 
Упразднён в 2011 году в пользу новообразованного района Передняя Померания-Грайфсвальд. 
Центр района — город Анклам. Занимал площадь 1910 км². Население — 109 816 чел. Плотность населения — 57 человек/км².
Официальный код района — 13 0 59.
Район подразделялся на 96 общин.

## Города и общины
1. Анклам (14 342)
2. Херингсдорф (9 417)

Управления
Управление Ам-Пенестром
1. Будденхаген (454)
2. Буггенхаген (298)
3. Хоэндорф (965)
4. Круммин (251)
5. Лассан (1 397)
6. Лютов (365)
7. Пулов (322)
8. Зауцин (415)
9. Вольгаст (12 448)
10. Цемиц (881)

Управление Анклам-Ланд
1. Баргишов (389)
2. Блезевиц (269)
3. Больдеков (615)
4. Бугевиц (321)
5. Бутцов (470)
6. Древелов (186)
7. Духеров (2 177)
8. Ивен (222)
9. Япенцин (213)
10. Крин (812)
11. Крузенфельде (195)
12. Липен (317)
13. Лёвиц (453)
14. Медов (632)
15. Нетцов (643)
16. Ной-Козенов (638)
17. Нойендорф-А (162)
18. Нойендорф-Б (178)
19. Нойенкирхен (323)
20. Постлов (399)
21. Путцар (235)
22. Ратебур (163)
23. Россин (170)
24. Зарнов (511)
25. Шпантеков (852)
26. Штольпе (366)
27. Витшток (153)

Управление Ландхаген
1. Беренхофф (783)
2. Даргелин (414)
3. Дерзеков (1 093)
4. Дидрихсхаген (456)
5. Хинрихсхаген (850)
6. Левенхаген (416)
7. Мезекенхаген (1 030)
8. Нойенкирхен (2 308)
9. Ваккеров (1 508)
10. Вайтенхаген (1 602)

Управление Лубмин
1. Брюнцов (707)
2. Хансхаген (941)
3. Катцов (640)
4. Кемниц (1 207)
5. Крёслин (1 849)
6. Лёссин (907)
7. Лубмин (1 979)
8. Ной-Больтенхаген (638)
9. Рубенов (853)
10. Вустерхузен (1 284)

Управление Узедом-Норд
1. Карлсхаген (3 146)
2. Мёльшов (855)
3. Пенемюнде (347)
4. Трассенхайде (961)
5. Цинновиц (3 704)

Управление Узедом-Зюд
1. Бенц (1 000)
2. Дарген (571)
3. Гарц (202)
4. Камминке (305)
5. Корсвандт (539)
6. Козеров (1 698)
7. Лоддин (1 066)
8. Меллентин (480)
9. Пудагла (426)
10. Ранквиц (661)
11. Штольпе-на-Узедоме (393)
12. Иккериц (983)
13. Узедом (1 923)
14. Цемпин (928)
15. Цирхов (637)

Управление Цюссов
1. Банделин (691)
2. Грибов (посёлок в Германии) (219)
3. Грос-Кизов (1 496)
4. Грос-Польцин (512)
5. Гюцков (2 785)
6. Карлсбург (1 533)
7. Кляйн-Бюнцов (888)
8. Кёльцин (375)
9. Люманнсдорф (734)
10. Люссов (182)
11. Мурхин (916)
12. Рубков (726)
13. Шматцин (353)
14. Врангельсбург (229)
15. Цитен (441)
16. Цюссов (1 509)